# Apicoltura urbana

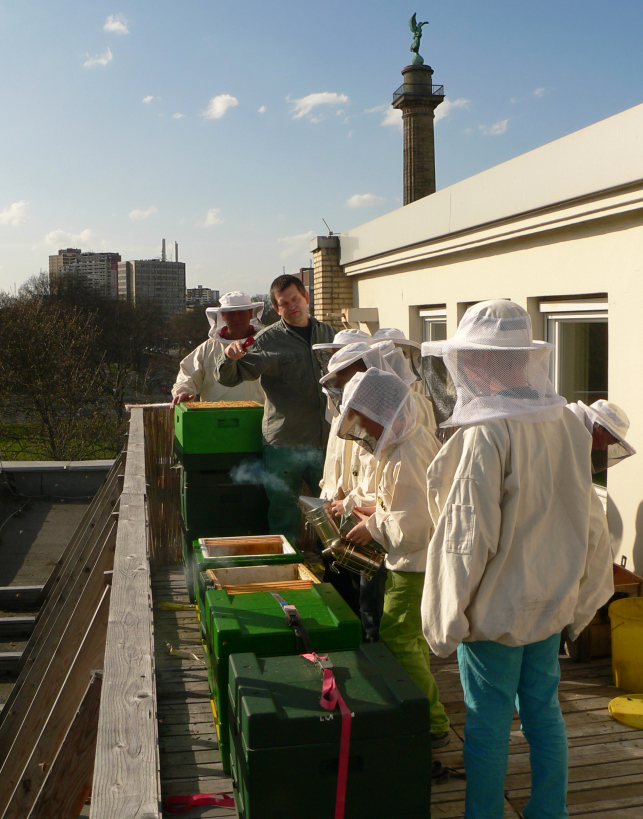
Alveari sul tetto di un edificio di Hannover

L'apicoltura urbana è un tipo di apicoltura praticato esclusivamente in ambiente urbano o metropolitano; si è diffusa in metropoli come  Berlino (15.000 arnie), Londra (3.200 apiari), Parigi, New York, Copenaghen, Tokyo e altre.
La pratica dell'apicoltura urbana è disomogenea sia nella forma, che nel metodo, che negli obiettivi. A Ginza (Tokyo) l'apicoltura urbana è strumento di educazione ambientale e alimentare. A Berlino nel 2016 è stata progettata un'arnia da balcone, dalla stessa associazione apistica urbana  Stadtbienen (archiviato dall'url originale il 22 aprile 2021).. A San Francisco da molti anni è strumento di contro informazione e conoscenza dei danni dei pesticidi alle api e all'ambiente con l'associazione apistica urbana  UrbanBeeSF.. A Sseambabule, piccolo distretto dell'Uganda, il villaggio utilizza le arnie tradizionali (basket hive) per facilitare l'apprendimento e l'avviamento professionale di nuovi contadini dei villaggi vicini. A Torino grazie ad un progetto  Progireg. finanziato dalla Unione Europea è stata creata una rete di soluzioni NBS (Nature Based System) rigenerando spazi urbani con azioni sostenibili per l'ambiente, una delle quali consiste in giardini per impollinatori e  farfalle.. A Potenza è stato rigenerato un terreno urbano inquinato, per trasformarlo in orto sociale e apiario urbano sociale con un progetto di Legambiente Potenza.
Il progetto europeo URBACT III è il primo progetto internazionale di apicoltura urbana e rurale ed è chiamato  BeePathNet.: vede coordinatore di progetto la Città di Lubiana e le cinque città il Comune di Amarante (Portogallo), Comune di Budapest - XII Distretto, Comune di Bydgoszcz (Polonia), Comune di Cesena (Italia), Comune di Nea Propontida (Grecia).

## Storia
La nascita di questo tipo di apicoltura prese spunto dal fenomeno della fuga degli sciami d'api dalle campagne alle città. Alcune ricerche hanno individuato la causa di queste migrazioni nelle colture industriali e nell'uso dei pesticidi nei campi, che compromettono l'habitat naturale delle api.
La creazione di arnie e apiari in città ha anche la funzione, specie nelle città metropolitane, di permettere il monitoraggio della qualità dell'aria: infatti, è possibile misurare il livello di inquinamento atmosferico analizzando la pelliccia dell'animale, facendo lo screening dell'alveare, ed esaminando miele, polline, cera e propoli.
Altre informazioni fornite dai rilevamenti riguardano la biodiversità di un territorio, poiché le analisi consentono di rilevare quali varietà di fiori sono state impollinate e in che quantità.

## In Italia
In Italia il primo progetto di apicoltura urbana si è sviluppato a Torino a partire dal 1905 con il contributo e la sperimentazione di don Giacomo Angeleri. Del resto tutta l'apicoltura italiana ha avuto su queste colline una svolta importante. Grazie a don Giacomo Angeleri l'apicoltura razionale italiana – che in precedenza era appannaggio di pochi – viene sdoganata: inizia nei primi anni del Novecento a praticare, sperimentare e insegnare. E l'influenza di don Angeleri è determinante. Nicola Cauda e Gervasio Brezzo, creatori appunto di alcune tra le prime grandi aziende piemontesi, la domenica andavano in bicicletta a Torino dal Roero, per ascoltare le lezioni di don Angeleri. Nasce il primo apiario sperimentale, la prima rivista nazionale di apicoltura. La prima scuola itinerante. Il primo chiosco ambulante ovvero il primo "street food" di miele davanti a Palazzo Reale. Dopo la guerra l'apicoltura è diventata un'attività di produzione di pianura e montagna, abbandonando questo passato urbano. La vera apicoltura urbana moderna è tornata a Torino dagli anni ottanta.
È dell'Università di Torino a partire dal prof. Manino e poi con la dott.ssa Paola Ferrazzi (presso l'allora Istituto di bachicoltura ed apicoltura, Scienze agrarie Università di Torino) le prime ricerche scientifiche, con analisi e biomonitoraggio a Torino, utilizzando il prezioso servizio delle api, collocate sul terrazzo di Via Ormea nel 1984. L'interesse verso l'apicoltura nelle aree fortemente antropizzate non è mai scemato. A Torino, come in altre città d'Italia, l'Università ha continuato ad effettuare misure anche per comprendere le dinamiche del 'superorganismo ape' in ambienti con evidenti tracce di inquinamento. Ma anche l'Università di Bologna con C.Porrini e G.Celli con analoghe competenze   hanno condotto con M.Accorti nel 1986 importanti ricerche sull'inquinamento nelle città di Pisa, Arezzo, Firenze, tanto che il capoluogo fiorentino ha dovuto escludere il centro storico dalla circolazione dei veicoli a motore.
A partire dal 2006 l'apicoltura urbana si è intensificata, grazie al lavoro di alcuni apicoltori privati, di associazioni e di ricercatori universitari.
Dal 2010 ad oggi gli apiari a Torino sono più di venti, con più di 150 alveari ed è nel 2015 che nasce il primo progetto di rete con la fondazione della Comunità del Cibo Apicoltori Urbani di Torino afferente alla 'Rete di Terra Madre - Slow Food International' poi diventata Comunità Slow Food degli Impollinatori Metropolitani.
A Roma si è costituita l'Associazione ApiRomane, a Latina Bees in Town.
A Cremona è stato creata l'associazione  Città Rurale.  che considera le api in città come bene comune e strumento di integrazione e miglioramento delle relazioni tra cittadini attraverso il Patto di collaborazione tra Città ed associazione chiamato Cremona Urban Bees..
A Bari è nata una Comunità Slow Food sulla conoscenza e tutela degli impollinatori PugliaForBees.
Più precisamente l'apicoltura urbana è presente in grandi città e realtà urbane più piccole, come Torino, Milano, Roma, Latina, Cremona, Cesena, Bari, Napoli, Palermo, Cesena, Reggio Emilia, Segrate, Bolzano e Potenza.
A Benevento è presente l’apiario urbano “Benevento, Città delle Api”, promosso e avviato dal Rotary Club di Benevento e dal WWF Sannio e allestito in un'isola di biodiversità nel cuore della città. L'apiario urbano, sostenuto dalle associazioni, imprese e cittadini con il patrocinio del Comune di Benevento, promuove l’apicoltura urbana come strumento di educazione ambientale per affrontare l’urgenza di salvaguardia delle api e della biodiversità urbana attraverso la rigenerazione e valorizzazione del verde in città con un’importante riflessione sul rapporto uomo-ambiente, possibile e realizzabile. Le arnie posizionate in uno spazio verde della città ha promosso un movimento corale coinvolgendo anche scuole e bambini per scoprire i ritmi e le espressioni della vita naturale ripensando i giardini urbani anche in base alla conservazione della natura. I laboratori didattici, le attività collaterali sviluppate arricchiscono l'esperienza formativa delle giovani generazioni con un nuovo approccio verso l’ambiente, sviluppando percorsi di esplorazione emotiva e culturale e di acquisizione di consapevolezza rispetto ai temi della sostenibilità e alla promozione del benessere umano integrale attraverso la sensibilizzazione alla protezione dell’ambiente e alla cura della cosa comune.
A partire dal 2012 si sono svolti undici Convegni Nazionali di Apicoltura Urbana, a cura della Rete Api Urbane, due a Torino, e poi a Roma, Milano, Urbino, Bolzano, Potenza, Firenze, Cesena e Bologna.

## Definizione
Con la conclusione del Convegno Nazionale svoltosi a Bolzano e successivamente con l'assemblea nazionale di Bologna nel 2018 è stata condivisa per la prima volta una definizione.
"Apicoltura urbana non è un semplice settore della zootecnia, ma un movimento culturale: una costellazione di temi e interessi: le api per contribuire a ridare radici a chi ha dovuto emigrare, uno sbocco creativo a chi è limitato da una disabilità, un’idea positiva di libertà a chi è temporaneamente carcerato, il pretesto per proporre una partecipazione attiva e appassionante dei cittadini alla salvaguardia della biodiversità, dal mantenere alveari urbani al coltivare fonti di pascolo per le api e per gli altri apoidei. Sufficientemente staccata dalla necessità di fare reddito può realizzare una forma avanzata di rispetto del benessere animale. Legata alla città, che è il centro della comunicazione, può sfociare in forme d’arte, coinvolgere scuole e bambini a scoprire in città ritmi e espressioni della vita naturale, promuovere la produzione locale di cibo, servire a misurare la qualità dell’ambiente attraverso le api."

## L’Agenda 2030 per uno sviluppo sostenibile
Con la nuova agenda 2030 per uno sviluppo sostenibile l'Unione Europea ha avviato la strategia biodiversità. In questo percorso si inserisce la ricerca dello stato di conservazione degli insetti impollinatori, superfamiglia apoidei.
L'apicoltura urbana in Italia è consapevole che l'apis mellifera, la specie maggiormente usata in agricoltura, non è in estinzione ma è minacciata da fattori esterni indicati nell'ultimo  Rapporto (PDF). ISPRA sul declino degli impollinatori. Per questa ragione l'apicoltura urbana italiana si è spinta già dal 2018 nel considerare gli impollinatori essenziali quanto le api da miele.